# Eulaema tenuifasciata
Eulaema tenuifasciata är en biart som först beskrevs av Heinrich Friese 1925.  Eulaema tenuifasciata ingår i släktet Eulaema, tribus orkidébin, och familjen långtungebin. Inga underarter finns listade.